# Zapotèque d'Ozolotepec
Le zapotèque d'Ozolotepec est une variété de la langue zapotèque parlée dans l'État de Oaxaca, au Mexique.

## Localisation géographique
Le zapotèque d'Ozolotepec est parlé au sud-est de la ville de Miahuatlán de Porfirio Díaz, à mi-chemin entre cette ville et la côte, dans l'État de Oaxaca, au Mexique, notamment dans la plupart des villes ayant « Ozolotepec » dans leur nom (mais pas à San Francisco Ozolotepec (en)),.

## Utilisation
Les habitants des villes de San Marcial Ozolotepec (en), San Gregorio Ozolotepec, San Esteban Ozolotepec et Santo Domingo Ozolotepec (en) sont monolingues.

## Dialectes
Le zapotèque d'Ozolotepec possède les dialectes du zapotèque de San Gregorio Ozolotepec et de San Marcial Ozolotepec.

## Intelligibilité avec les variétés du zapotèque
Les locuteurs du zapotèque d'Ozolotepec ont une intelligibilité de 87 % du Zapotèque de Miahuatlán et de 84 % du zapotèque de Loxicha.